# Montfroc
Montfroc é uma comuna francesa na região administrativa de Auvérnia-Ródano-Alpes, no departamento de Drôme. Estende-se por uma área de 14,76 km². Em 2010 a comuna tinha 77 habitantes (densidade: 5,2 hab./km²).